# Friedrich Hempelmann
Friedrich Hempelmann (* 26. Januar 1878 in Halle an der Saale; † 6. August 1954 in Lübeck) war ein deutscher Zoologe und Professor an der Universität Leipzig.
Hempelmann studierte Naturwissenschaften in Leipzig, Halle und München. Die Promotion zum Dr. phil. in Zoologie erfolgte 1906 an der Universität Leipzig, 1911 folgte die Habilitation für Zoologie. 1911 bis 1917 war er Privatdozent, 1917 bis 1945 npl. ao. Prof. für Zoologie und Vergleichende Anatomie. 1933 unterzeichnete er das Bekenntnis der Professoren an den deutschen Universitäten und Hochschulen zu Adolf Hitler. 1945 evakuierte ihn die aus Leipzig abziehende US-Armee nach Weilburg/Lahn.
Seine Leistung lag in Erkenntnissen zu Borstenwürmern und zur stammesgeschichtlichen Ableitung der Gliederfüßer.

## Publikationen (Auswahl)
- Der Wirbeltierkörper. Eine vergleichende Anatomie. Leipzig 1913.
- Der Bauplan des Tierkörpers. Im Zusammenhang mit der Umwelt. Leipzig 1922.
- Tierpsychologie. Vom Standpunkte des Biologen. Leipzig 1926.